# سلاحف الكيب
سلاحف الكيب هو جنس ينتمي إلى فصيلة السلاحف البرية، وتعد أنواعه بعض أصغر أنواع السلاحف في العالم بأسره. يشمل جنس سلاحف الكيب خمسة أنواعٍ من السلاحف، وهي تعيش جميعاً في منطقة أفريقيا الجنوبية بجمهوريَّتي ناميبيا وجنوب أفريقيا. تواجه هذه السلاحف تهديداتٍ وأخطاراً مختلفة، من أبرزها الصيد لأجل تجارة الحيوانات المنزلية، والدهس على الطرقات، والرعي الجائر، والحيوانات المستقدمة من الخارج إلى بيئتها الطبيعية.

## الأنواع
يضم جنس سلاحف الكيب خمسة أنواعٍ من السلاحف، هي كالآتي:
- سلحفاة الكيب ذات المنقار (H. areolatus).
- سلحفاة كيب برغر (H. bergeri)
- سلحفاة كيب بولنجر (H. boulengeri).
- سلحفاة كيب كارو (H. femoralis).
- سلحفاة الكيب المرقطة (H. signatus).